# Fiskehamnens metrostation
Fiskehamnen (finska: Kalasatama) är en metrostation i Helsingfors metrosystem som togs i bruk i början av 2007. Den ligger mellan stationerna Sörnäs och Brändö i stadsdelen Fiskehamnen. 
Till en början kom stationen att betjäna de närliggande kontoren som finns i området. Senare, med början år 2008, började man bygga en helt ny stadsdel i Sörnäs hamn, när hamnverksamheten flyttades till den nybyggda Nordsjö hamn. Den nya stadsdelens centrum ligger vid metrostationen. Totalt omfattar projektet i Fiskehamnen bostäder för 20 000 personer.

## Fiskhamnen eller Fiskehamnen?
I mars 2007, tre månader efter att metrostationen hade öppnats, påpekade Helsingfors stads namnkommitté att det korrekta namnet för stationen är Fiskehamnen på svenska. Helsingfors stads trafikverk hade tagit namnet Fiskhamnen, utan e, från stavningen på gamla kartor. Beslut att göra namnbyte för metrostationen gjordes i maj 2014 det vill säga korrigera stationens namn till Fiskehamnen i samband med ibruktagningen av västmetron av kostnadseffektivitets skäl. Namnet Fiskehamnen motiveras med att det är frågan om fiske och inte fiskar. Det finska namnet Kalasatama kommer dock inte att bytas trots att den direkta översättningen är ”fiskhamnen”.
HRT:s hållplatsförteckning listar stationen som Fiskehamnen och det är stavningen som Mediespråk rekommenderar.

## Galleri

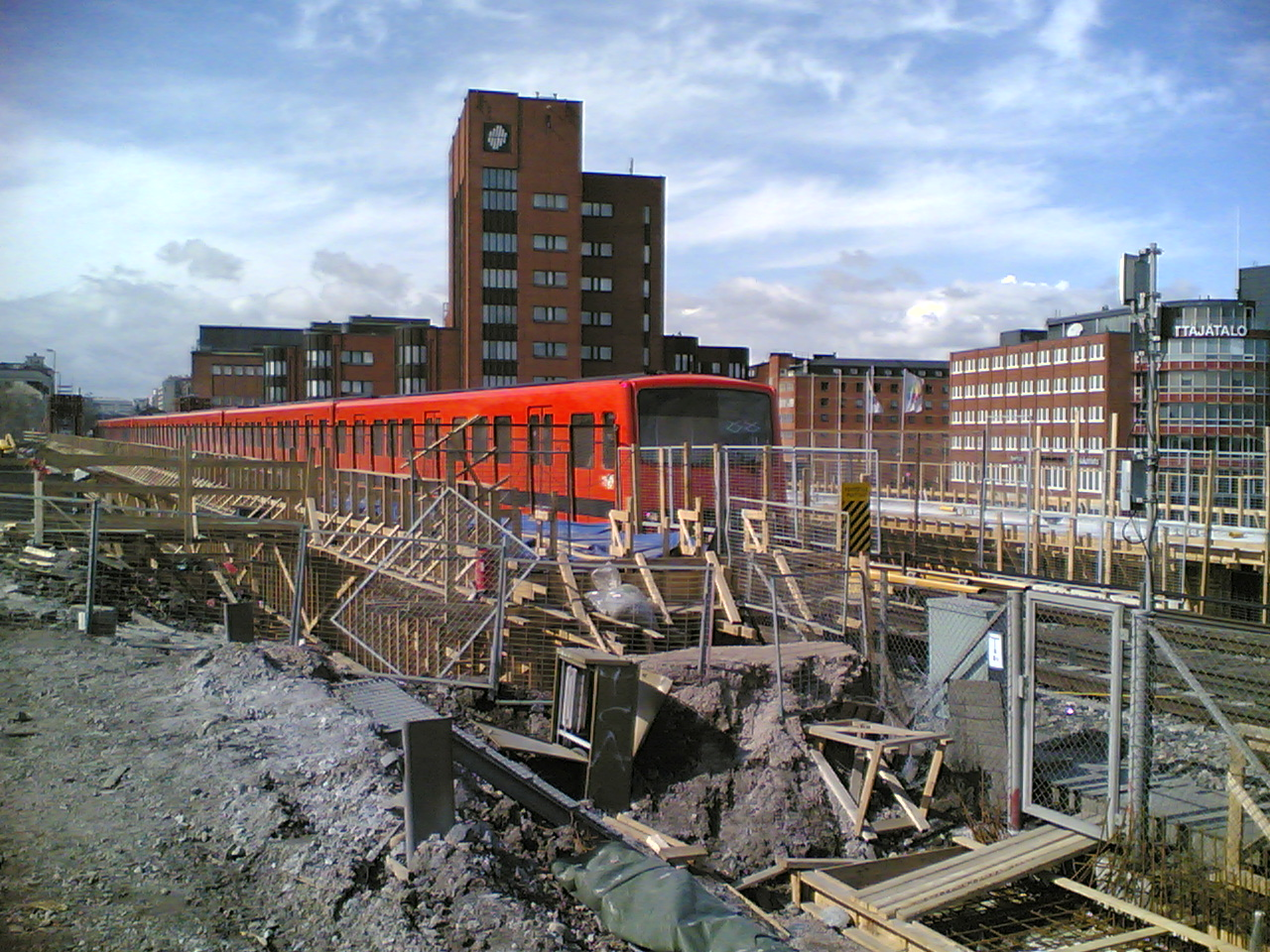
Station under byggnad våren 2006.
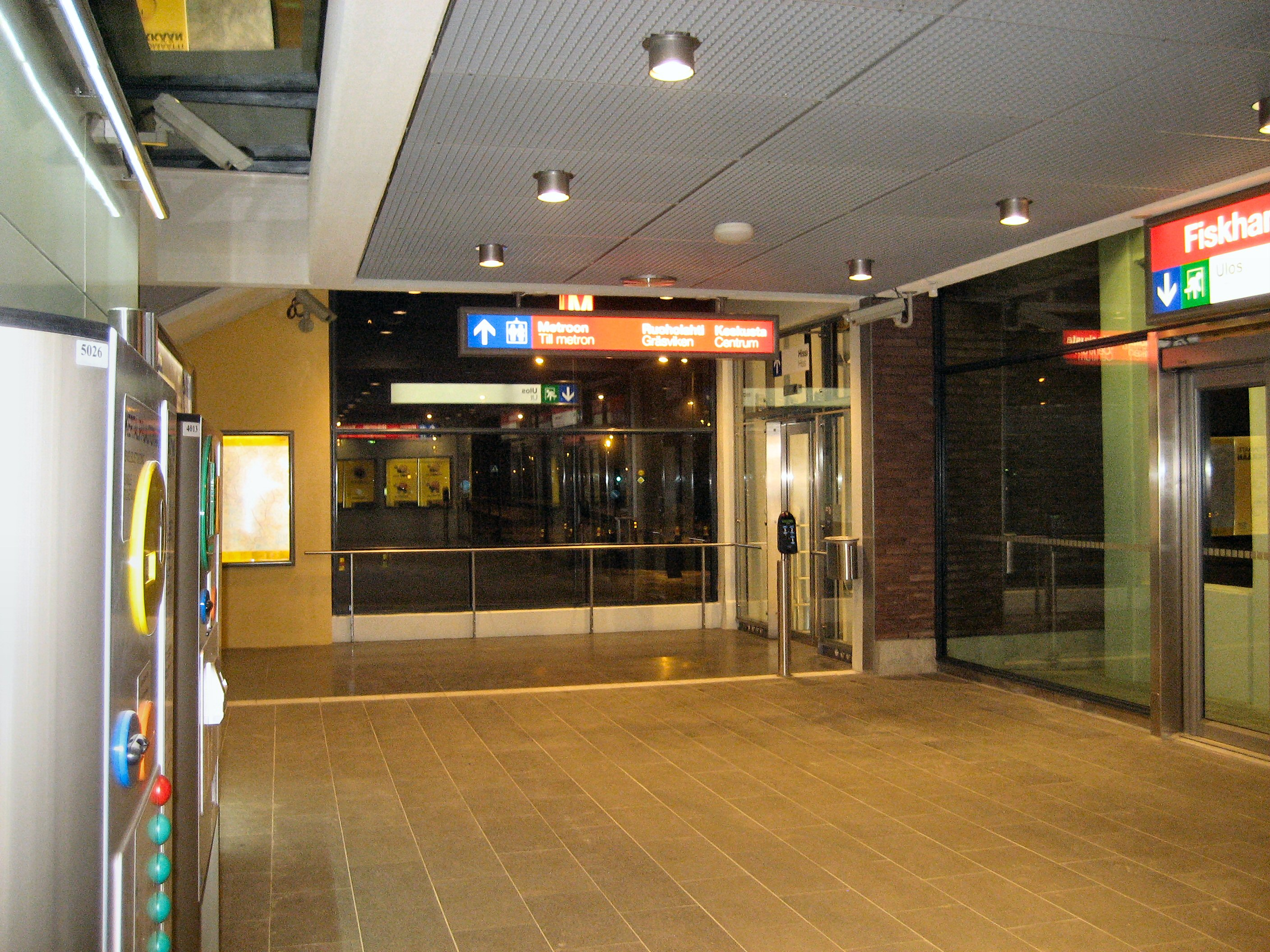
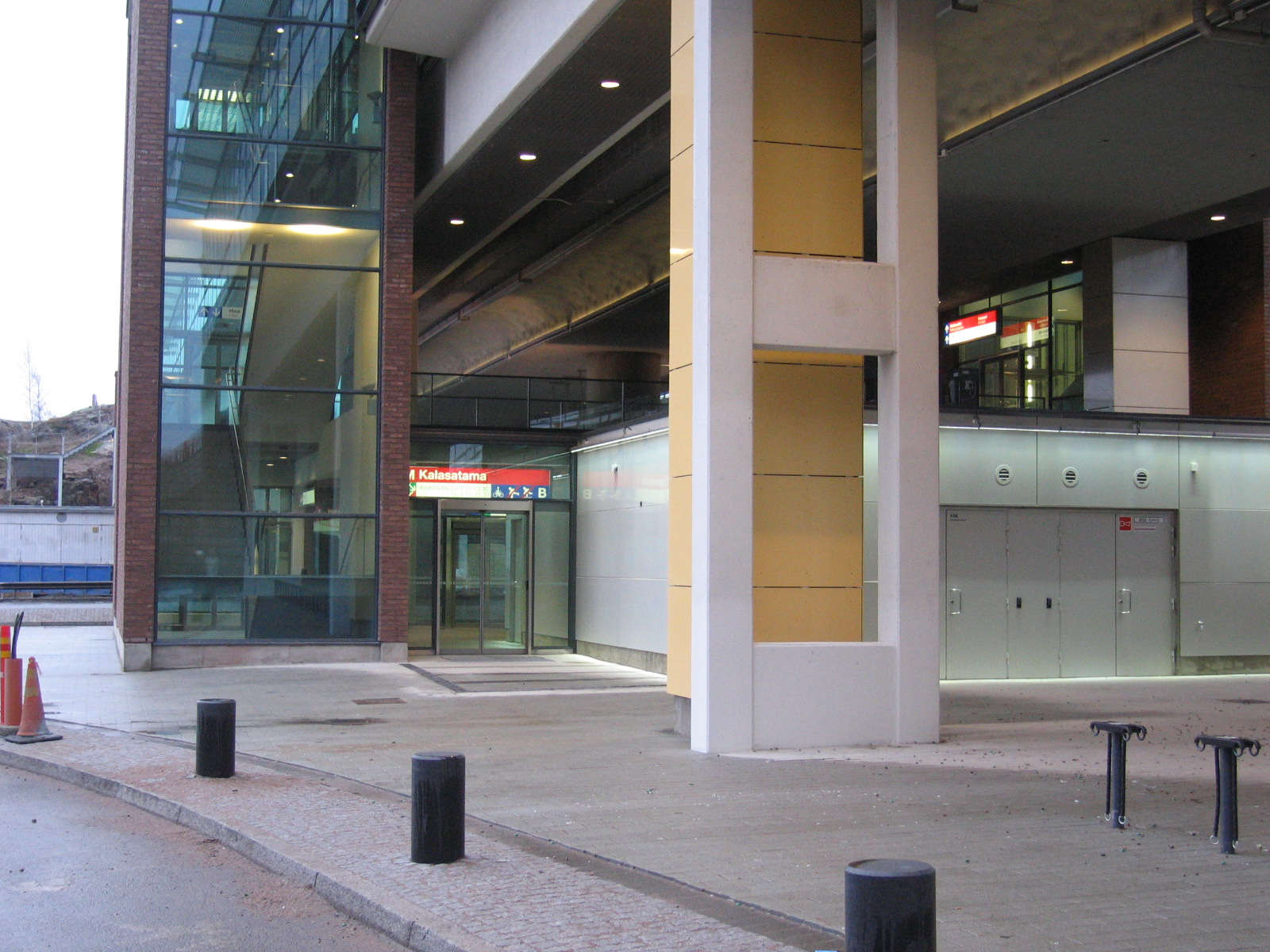